# Afterburner (Album)
Afterburner ist das neunte Studioalbum der US-amerikanischen Rockband ZZ Top aus dem Jahr 1985.

## Entstehung und Veröffentlichung
Die Erstveröffentlichung von Afterburner erfolgte am 28. Oktober 1985 bei Warner Bros. Records. Das Album erschien in seiner Originalausführung als LP mit zehn Titeln (Katalognummer: 9 25342-1E). Im Jahr 1988 erschien es erstmals als CD-Ausführung (Katalognummer: 253422).
Vor dem Hintergrund des kommerziellen Erfolges des vorhergehenden Albums Eliminator nahm sich die Band mit dem Songwriting und den Studioaufnahmen mehr Zeit als gewöhnlich, weil es ihnen nahezu unmöglich erschien, den Erfolg zu wiederholen und weil sie das Gefühl haben wollten, ihr bestes gegeben zu haben. Im Vergleich zum Vorgängeralbum setzte die Band einen Drumcomputer sowie verstärkt Synthesizer (Fairlight CMI) ein, gespielt von dem Bassisten Dusty Hill:

“We knew that, for us, we were tiptoeing through sacred ground by venturing out into synthesizer stuff. But Dusty’s approach was, ‘Hell, turn it on and I’ll make a mess of it quickly’ … I felt the same way: Let’s not pretend to be experts or technicians with this thing. Our point is, we probably do better by not knowing enough about it, and consequently our synthesizer work is not the kind of melodic classical thing that people normally would be afraid of.”

„Wir wussten, dass wir uns auf dünnem Eis bewegen, wenn wir Synthesizer einsetzen. Doch Dustys Meinung war, ‘Verdammt, schalte sie an und ich mach dann schnell was draus’ … Ich dachte genauso: Lasst uns nicht so tun, als seien wir Experten oder Techniker auf diesem Gebiet. Unsere Stärke ist, dass wir es besser machen, wenn wir weniger darüber wissen, und im Ergebnis ist unsere Synthesizer-Arbeit nicht die Art von melodisch oder klassisch, welche die Leute eigentlich nicht mögen.“

Geschrieben wurden die Lieder gemeinsam von den ZZ-Top-Mitgliedern Frank Beard, Billy Gibbons und Dusty Hill. Für die Produktion zeichnete Bill Ham verantwortlich.

## Stil
Der Einsatz der Synthesizer wurde in den Album-Credits nicht erwähnt, um die Fans nicht vor den Kopf zu stoßen. Einerseits waren langjährige Fans von der Mischung aus Texas Blues und Synthesizern enttäuscht, andererseits erschloss sich die Band damit eine neue Hörerschaft, welche dem Album wie bereits dem Vorgänger Eliminator zu großem kommerziellen Erfolg verhalf und ZZ Top damit zu einer der bedeutendsten Rockbands der 1980er machte.

## Inhalt
Das Stück Rough Boy entstand vor dem Hintergrund, dass die Band zwar eine Ballade schreiben, damit aber die langjährigen Fans nicht vor den Kopf stoßen wollte. Aus Sicht der Band war der einzige Weg, dies umzusetzen, die Kombination aus balladesker Musik und einem Text, der von einem „harten Jungen“ handelt, mit dem sich ein Fan identifizieren kann. Das Stück Planet of Women wurde inspiriert von dem 1958 erschienenen Film In den Krallen der Venus mit Zsa Zsa Gabor in der Hauptrolle. Stages (dt. „Bühnen“) handelt vom Tourneeleben der Band, das Stück „Delirious“ bezeichnete Gibbons als „die Geschichte seines Lebens“. Die Idee zu Velcro Fly resultierte aus Gibbons Faszination für den Klettverschluss (engl. velcro). Zu diesem Lied entstand später ein Musikvideo mit einem Velcro dance, an dem Paula Abdul als Tänzerin mitwirkte. Der Text zu Woke up With Wood ist anzüglicher Natur, er handelt vom morgendlichen erigierten Penis und basiert auf einer Begebenheit in einem Skiurlaub von Gibbons.

## Titelliste
1. Sleeping Bag – 4:02
2. Stages – 3:32
3. Woke up With Wood – 3:45
4. Rough Boy – 4:50
5. Can’t Stop Rockin – 3:01
6. Planet of Women – 4:04
7. I Got the Message – 3:27
8. Velcro Fly – 3:29
9. Dipping Low (In the Lap of Luxury) – 3:11
10. Delirious – 3:41

## Singleauskopplungen
| Jahr | Titel           | Höchstplatzierung, Gesamtwochen, AuszeichnungChartplatzierungen (Jahr, Titel, , Platzierungen, Wochen, Auszeichnungen, Anmerkungen) | Höchstplatzierung, Gesamtwochen, AuszeichnungChartplatzierungen (Jahr, Titel, , Platzierungen, Wochen, Auszeichnungen, Anmerkungen) | Höchstplatzierung, Gesamtwochen, AuszeichnungChartplatzierungen (Jahr, Titel, , Platzierungen, Wochen, Auszeichnungen, Anmerkungen) | Höchstplatzierung, Gesamtwochen, AuszeichnungChartplatzierungen (Jahr, Titel, , Platzierungen, Wochen, Auszeichnungen, Anmerkungen) | Anmerkungen                              |
| Jahr | Titel           | DE | CH | UK | US | Anmerkungen                              |
| ---- | --------------- | --- | --- | --- | --- | ---------------------------------------- |
| 1985 | Sleeping Bag    | DE40 (11 Wo.)DE | — | UK27 (8 Wo.)UK | US8 (17 Wo.)US | Erstveröffentlichung: 27. September 1985 |
| 1985 | Stages          | — | — | UK43 (3 Wo.)UK | US21 (12 Wo.)US | Erstveröffentlichung: Dezember 1985      |
| 1986 | Rough Boy       | — | CH38 (1 Wo.)CH | UK23 (9 Wo.)UK | US22 (13 Wo.)US | Erstveröffentlichung: Februar 1986       |
| 1986 | Velcro Fly      | DE68 (3 Wo.)DE | — | UK54 (4 Wo.)UK | US35 (12 Wo.)US | Erstveröffentlichung: 26. Juli 1986      |
| 1987 | Planet of Women | — | — | — | — | Erstveröffentlichung: 25. Januar 1987    |

## Rezensionen
Die Kritiken zum Album fielen gemischt aus, weil der Band vorgeworfen wurde, sie habe kommerzielle Interessen in den Vordergrund gestellt. Deborah Frost vom Musikmagazin Rolling Stone beklagt in ihrem zeitgenössischen Review den Gebrauch von Synthesizern und Drumcomputern, was zwar aus kommerzieller Sicht der richtige Schritt gewesen sei, der Musik allerdings ihre Seele nähme. So klänge die Musik teilweise nicht wie von Menschen gemacht, die eigentlich bluesige Stimme von Gibbons klinge durch den Einsatz technischer Effekte gefühllos. Stephen Thomas Erlewine von Allmusic bezeichnet das Album als genau das, was die Käufer nach „Eliminator“ von ZZ Top erwarteten, wenngleich die Band immer noch die „lil’ ol’ blues band from Texas“ geblieben sei. Er resümiert, dass das Album dem Zeitgeist entsprochen habe, denn kein Hardrock-Album habe künstlicher geklungen und kein Bluesrock-Album habe weniger Blues geboten als Afterburner. Das Onlinemagazin laut.de bemerkt, dass das Album besser „Eliminator II“ geheißen hätte, „der bis dahin typische ZZ Top-Sound geht in technischen Spielereien unter, die überproduziert und im negativen Sinne opulent wirken“.

## Kommerzieller Erfolg

### Chartplatzierungen
Afterburner avancierte zum Nummer-eins-Album in Neuseeland.
| ChartsChartplatzierungen       | Höchstplatzierung | Wochen |
| ------------------------------ | ----------------- | ------ |
| Deutschland (GfK)              | 3 (37 Wo.)        | 37     |
| Österreich (Ö3)                | 18 (6 Wo.)        | 6      |
| Schweiz (IFPI)                 | 2 (18 Wo.)        | 18     |
| Vereinigte Staaten (Billboard) | 4 (70 Wo.)        | 70     |
| Vereinigtes Königreich (OCC)   | 2 (40 Wo.)        | 40     |

| ChartsJahrescharts (1986) | Platzierung |
| ------------------------- | ----------- |
| Deutschland (GfK)         | 24          |

### Auszeichnungen für Musikverkäufe
| Land/Region                  | Auszeichnungen für Musikverkäufe (Land/Region, Auszeichnung, Verkäufe) | Verkäufe  |
| ---------------------------- | ---------------------------------------------------------------------- | --------- |
| Australien (ARIA)            | 2× Platin                                                              | 140.000   |
| Deutschland (BVMI)           | 3× Gold                                                                | 750.000   |
| Finnland (IFPI)              | Platin                                                                 | 62.795    |
| Frankreich (SNEP)            | Gold                                                                   | 100.000   |
| Japan (RIAJ)                 | Gold                                                                   | 100.000   |
| Kanada (MC)                  | 3× Platin                                                              | 300.000   |
| Neuseeland (RMNZ)            | 4× Platin                                                              | 80.000    |
| Norwegen (IFPI)              | Silber                                                                 | 25.000    |
| Schweden (IFPI)              | Platin                                                                 | 100.000   |
| Schweiz (IFPI)               | Platin                                                                 | 50.000    |
| Vereinigte Staaten (RIAA)    | 5× Platin                                                              | 5.000.000 |
| Vereinigtes Königreich (BPI) | Platin                                                                 | 300.000   |
| Insgesamt                    | 1× Silber · 3× Gold · 19× Platin ·                                     | 7.107.795 |

Hauptartikel: ZZ Top/Auszeichnungen für Musikverkäufe